# سبنسر أوبراين
سبنسر أوبراين هي متزلجة كندية، ولدت في 2 فبراير 1988 في ألرت باي في كندا.

## وصلات خارجية
- سبنسر أوبراين على موقع الاتحاد الدولي للتزلج (ركوب لوح الثلج) (الإنجليزية)
- سبنسر أوبراين على موقع اللجنة الأولمبية الدولية (الإنجليزية)
- سبنسر أوبراين على موقع أوليمبيديا (الإنجليزية)
- سبنسر أوبراين على موقع اللجنة الأولمبية الكندية (الإنجليزية)
- سبنسر أوبراين على موقع ألعاب إكس (مؤرشف) (الإنجليزية)